# Baribour
Baribour es uno de los ocho distritos que forman la provincia camboyana de Kompung Chinang, con una población estimada en marzo de 2008 de 56 406 habitantes. Está dividido en las siguientes  comunas (khum), que se muestran asimismo con población estimada de 2008:
- Anhchanh Rung 5,245
- Chak 2,856
- Chhnok Tru 8,979
- Kampong Preah Kokir 2,137
- Khon Rang 6,985
- Melum 3,814
- Pech Changvar 3,623
- Phsar 5,317
- Ponley 7,275
- Popel 5,095
- Trapeang Chan 5,080[1]